# Jake Bensted
Jake Bensted, (* 7. prosince 1992 v Geelongu, Austrálie) je australský zápasník–judista.

## Sportovní kariéra
Judu se věnuje od svých 6 let. Připravuje se v Melbourne pod vedením Dennise Iversona. V roce 2016 mu body z oceánského mistrovství stačily pro přímou kvalifikaci na olympijské hry v Riu, kde zaznamenal dílčí úspěch vítězstvím nad judistou s Tanzanie. V dalším kole nestačil na favorita Rustama Orudžova z Ázerbájdžánu.

## Výsledky
| Turnaj              | 2013       | 2014       | 2015       | 2016       |
| Turnaj              | 21         | 22         | 23         | 24         |
| Turnaj              | lehká váha | lehká váha | lehká váha | lehká váha |
| ------------------- | ---------- | ---------- | ---------- | ---------- |
| Olympijské hry      |            |            |            | úč.        |
| Mistrovství světa   | —          | úč.        | úč.        |            |
| Mistrovství Oceánie | 1.         | 2.         | 1.         | 1.         |